# Dobrovlje (gmina Zreče)
Dobrovlje – wieś w Słowenii, w gminie Zreče. 1 stycznia 2018 liczyła 370 mieszkańców.